# Умавов, Юсуп Джанбекович
Юсу́п Джанбе́кович Ума́вов (род. 8 февраля 1962, Кадар, Буйнакский район, Дагестанская АССР, РСФСР, СССР) — российский государственный деятель. Видный государственный и общественно-политический деятель Дагестана. Заслуженный экономист Республики Дагестан. Глава городского округа с внутригородским делением «город Махачкала» (2023—2025). Кандидат экономических наук, доцент.

## Биография
Родился 8 февраля 1962 года в с. Кадар Буйнакского района Дагестанской АССР. По национальности — даргинец.
В 1988 году окончил Дагестанский государственный университет по специальности «экономика труда».
В 2001 году окончил юридический факультет ДГУ.
С 1988 по 1989 год — токарь, инженер нормировщик, старший инженер нормировщик, начальник бюро труда и заработной платы на заводе «Стекловолокно», г. Махачкала.
С 1989 по 1990 год — кладовщик, заведующий складом Дагестанского предприятия оптовой торговли «Росгалантерея».
С 1990 по 1996 год — директор МГП «Зубар».
С 1996 по 2004 год — президент СП «Агентство шериф».
С 2004 по 2006 год — и. о. генерального директора ФГУП «Дагестантоппром» («Дагтоп»), г. Махачкала.
С 2006 по 2007 год — генеральный директор ОАО «Дагестантоппром». Также занимал должность заместителя директора АО «Химстрой», начальника юридического отдела МУП «Махачкала-Октай».
С 2004 года преподаёт в Дагестанском государственном университете, является заведующим кафедрой маркетинга ДГУ. Заведовал также кафедрой «Коммерция и маркетинг» экономического факультета ДГУ.
В 2005 году защитил кандидатскую диссертацию по теме: «Методические основы оценки производственного потенциала промышленного предприятия».

## Общественно-политическая деятельность
С 2008 по 2009 год — руководитель Агентства по лесному хозяйству РД.
С 2009 по 2010 год — министр строительства и жилищно-коммунального хозяйства РД.
С 2010 по 2013 год — советник Президента РД.
С февраля 2013 г. — и. о. министра торговли и внешнеэкономических связей РД.
С сентября 2013 г. — министр торговли и инвестиций РД.
С января 2014 г. — министр торговли, инвестиций и предпринимательства РД.
С сентября 2014 г. — министр промышленности, торговли и инвестиций РД.
С 2013 по 2018 год — министр торговли и инвестиций РД; министр торговли, инвестиций и предпринимательства РД; министр промышленности, торговли и инвестиций РД; министр промышленности и торговли РД.
Член партии Единая Россия. Депутат Народного Собрания РД VII созыва.
Занимал должность председателя Комитета по промышленности, жилищно-коммунальному хозяйству, транспорту и дорожному хозяйству.
С 11 мая 2023 года исполнял обязанности главы города Махачкала.
26 мая 2023 года был избран главой Махачкалы большинством голосов депутатов городского собрания. 38 депутатов проголосовало за Юсупа Умавова, двое — за Имама Рамазанова, а один — за Арсена Магомедова.
19 июня 2025 года в своём официальном Telegram-канале сообщил, что ушёл с поста главы Махачкалы по собственному желанию.

## Награды и премии
- орден «За заслуги перед Республикой Дагестан»
- медаль «За доблестный труд» (2025)[10]
- почётное звание «Заслуженный экономист РД»;
- «Почётный работник топливно-энергетического комплекса» Минэнерго РФ;
- почётная грамота Республики Дагестан, Правительства РД, Правительства РД «За достигнутые трудовые успехи»;
- памятная серебряная медаль «60 лет Дня Шахтёра»[2];
- памятные именные часы Президента РФ и именные часы Главы РД[1].